# Federația de Fotbal a Uniunii Sovietice
Federația de Fotbal a Uniunii Sovietice (în rusă Федерация футбола СССР) a fost forul conducător suprem oficial al fotbalului din Uniunea Sovietică, sediul său fiind în Moscova, RSSF Rusă. Federația a fost fondată pe 27 decembrie 1934 prin decizia Consiliului Suprem al Culturii Fizice a URSS, și s-a afiliat la FIFA în 1946 și la UEFA din 1954.

## Competiții organizate
- Top Liga Sovietică
- Cupa URSS
- Supercupa URSS
- Cupa Federației de Fotbal a URSS

## Federații regionale
- Federația de Fotbal a RSS Ucrainene (1959?), succedată de Federația de Fotbal a Ucrainei în decembrie 1991
- Federația de Fotbal a RSS Bieloruse, succedată de Federația de Fotbal a Belarusului în 1989
- Federația de Fotbal a RSS Kazahe (1959),[1] succedată de Federația de Fotbal a Kazahstanului în 1989
- Federația de Fotbal a RSS Georgiene (1936), succedată de Federația de Fotbal a Georgiei in February 1990
- Federația de Fotbal a RSS Uzbece (1946), succedată de Federația de Fotbal a Uzbekistanului
- Federația de Fotbal a RSS Tadjice (1936), succedată de Federația de Fotbal a Tadjikistanului

## Președinți
- Veaceslav Koloskov (ianuarie 1990 - 1991)
- L.Lebedev (May 1989 - ianuarie 1990)
- Boris Topornin (decembrie 1980 - mai 1989)
- B.Fedosov (martie 1973 - decembrie 1980)
- Valentin Granatkin (June 1968 - martie 1973)
- L.Nikonov (ianuarie 1968 - iunie 1968)
- V.Moșkarkin (iulie 1967 - ianuarie 1968)
- N.Riașențev (ianuarie 1964 - iulie 1967)
- Valentin Granatkin (6 mai 1959 - ianuarie 1964)

Președinte al secției de fotbal a URSS (27 decembrie 1934 - 6 mai 1959)
- Valentin Granatkin (1950 - 6 mai 1959)
- Mihail Kozlov (1937 - ?)
- Aleksei Sokolov (27 decembrie 1934 – 1937)

Președinte al directoratului de fotbal a Comitetului Sovietic al Sporturilor (27 decembrie 1934 – 1972)
- Valentin Antipyonok (? - ?)
- Alexander Starostin (1956–1958)
- Alexander Starostin (1937–1941)

## Antrenori ainaționalei URSS
- Boris Arkadiev 1952 Olympics (calificări și turneul final)
- Gavriil Kachalin 1956 Olympics (calificări și turneul final), 1958 Campionatul Mondial (calificări și turneul final), 1960 Campionatul European (calificări și turneul final), 1962 Campionatul Mondial (calificări și turneul final)
- Nikita Simonyan (interimar)
- Konstantin Beskov 1964 Campionatul European (calificări și turneul final)
- Nikolai Morozov 1966 Campionatul Mondial (calificări și turneul final)
- Mihail Iakușin 1968 Campionatul European (calificări și turneul final)
- Gavriil Kacialin 1970 Campionatul Mondial (calificări și turneul final)
- Valentin Nikolayev 1972 Campionatul European (calificări)
- Aleksandr Ponomarev 1972 Campionatul European (turneul final), 1972 Olympics (turneul final)
- Evgheni Gorianski 1974 Campionatul Mondial (turneul final)
- Konstantin Beskov (înlocuit de Valeri Lobanovski) 1976 Campionatul European (calificări, nu a reușit calificarea), 1976 Olympics (turneul final)
- Nikita Simonyan (înlocuit de Konstantin Beskov) 1978 Campionatul Mondial (calificări, nu a reușit calificarea) 1980 Campionatul European (calificări, nu a reușit calificarea)
- Konstantin Beskov 1982 Campionatul Mondial (calificări și turneul final)
- Valeriy Lobanovsky 1984 Campionatul European (calificări, nu a reușit calificarea)
- Eduard Malofeyev 1986 Campionatul Mondial (calificări)
- Valeri Lobanovsky 1986 Campionatul Mondial (turneul final), 1988 Campionatul European (calificări și turneul final), 1990 Campionatul Mondial (calificări și turneul final)
- Anatoli Byshovets 1992 Campionatul European (calificări și turneul final)